# Doppelstander

Flagge der deutschen Marine

Flagge Alpha

Der Begriff Doppelstander bezeichnet eine besondere Form von Flaggen. Kennzeichnend ist die sogenannte Standerung, d. h. in den wehenden Flugteil der Flagge ist eine schwalbenschwanzförmige Aussparung geschnitten, so dass sich eine doppelt dreieckige Form ergibt.
Beispiele eines Doppelstanders sind:
- Dienstflagge der Seestreitkräfte der Bundeswehr: „Als Dienstflagge der Seestreitkräfte der Bundeswehr bestimme ich die Bundesdienstflagge in Form eines Doppelstanders. Die der Stange abgewendete Seite der Flagge ist gezackt. Der Scheitel des rechtwinkligen Einschnitts liegt in der Mitte des roten Feldes. Der Abstand des Scheitelpunktes vom Bundesschild ist etwas geringer als der Abstand des Bundesschildes von der Stange.“

Quelle: Anordnung des Bundespräsidenten über die Dienstflagge der Seestreitkräfte der Bundeswehr vom 25. Mai 1956, veröffentlicht im Bundesgesetzblatt I Seite 447.
- Internationales Flaggenalphabet: Flaggen Alpha und Bravo

Beispiel für einen gezungten Stander: die schwedische Kriegsflagge

Weist der Doppelstander noch einen „Zipfel“ mittig an der Flugseite auf, hat er eine sogenannte Zunge. In der Beschreibung wird dann von gezungt gesprochen.

## Einzelnachweis
1. ↑  Hans-Ulrich Herzog, Georg Hannes: Lexikon der Flaggen und Wappen. Verlag Bibliographisches Institut, Leipzig, 1990, ISBN 3-323-00263-6 (Nachdr. d. Ausg. Leipzig 1966)